# Simon Ådahl
Simon Axel Ådahl, född 17 januari 1957 i Finland, är en svensk musiker.
Simon och yngre brodern Frank Ådahl började med musik år 1968 och gav under 1970-talet ut tre skivor. Tillsammans med broder Frank och bröderna Bertil och Lasse Edin bildades det kristna bandet Edin-Ådahl 1978. De spelade in åtta skivor fram till gruppens upplösning år 1992. Edin-Ådahl vann Melodifestivalen 1990 med låten Som en vind. Simon Ådahl deltog även 1995 med låten "Följ dina drömmar". De slutade på 5:e plats.

## Diskografi
- 1984/1985 solo: "Ledtrådar"/"I’m in touch"
- 1988 solo "You’re the one"

- 2003 Ådahl: Roots
- 2006 Ådahl: "Dags att Leva" (EP)
- 2008 Ådahl: "Det friska vattnet" (EP)
- 2010 solo: "Larm!"
- 2013 solo: "Big bang"
- 2017 solo: "En välsignad man"